# György Marik
György Marik (30 ottobre 1923 – 20 dicembre 1988) è stato un calciatore ungherese, di ruolo centrocampista.

## Carriera

### Nazionale
Ha collezionato 2 presenze con la maglia della Nazionale.